# Katlin Mastandrea
Katlin Mastandrea (* 31. Oktober 1995 in Englewood, Colorado) ist eine US-amerikanische Schauspielerin, die auch einen Dokumentarfilm als  Regisseurin realisiert hat.

## Leben und Karriere

### Kindheit und Jugend
Katlin Mastandrea wurde am 31. Oktober 1995 in Englewood, Colorado geborene. Im Alter von zwei Jahren sagte sie ihrer Mutter, dass sie „Menschen zum Lachen bringen“ wolle. Nach ersten Drehs in Los Angeles mit zwölf Jahren zogen Katlin und ihre Familie nach Kalifornien.

### Karriere
Als Schauspielerin hat Mastandrea eine Reihe von Fernsehrollen gespielt. Nach Nebenrollen erlangte Katlin in der Rolle des Izzy im Kurzfilm Make Believer erste große Anerkennung. Dafür erhielt sie einen Preis in der Kategorie „Best Young Actress Performance in a Short Film“ beim 32. Young Artist Awards. Im selben Jahr hatte sie eine Rolle in der CBS-Dramaserie Criminal Minds. Im selben Jahr bekam sie die Rolle der Weird Ashley in der ABC-Sitcom The Middle. Außerdem hat sie die Rolle der Olivia in der FX-Comedyserie Anger Management.
2016 begann Mastandrea auch als Regisseurin, Kamerafrau und Editorin zu arbeiten, an dem 2017 erschienenen Dokumentarfilm mit dem Titel From the Heartland.

## Filmografie
| Jahr      | Titel                               | Rolle                |
| --------- | ----------------------------------- | -------------------- |
| 2008      | Gator Armstrong Plays with Dolls    | Katie Entro          |
| 2010      | Criminal Minds                      | Mae                  |
| 2010      | Make Believer                       | Izzy                 |
| 2011–2018 | The Middle                          | „Weird Ashley“ Wyman |
| 2012      | Anger Management                    | Olivia               |
| 2014      | Wish Wizard (Kurzfilm)              | Schüler              |
| 2017      | From the Heartland (Dokumentarfilm) | Regisseurin          |